# Knossos
Knossos (gr. Κνωσ(σ)ός, łac. Cnossus, Gnossus), miejscowość na greckiej wyspie Krecie, położona około 6 km na południowy wschód od Heraklionu (Iraklion), u stóp gór Ida, w administracji zdecentralizowanej Kreta, w regionie Kreta, w jednostce regionalnej Heraklion, w gminie Heraklion. W 2011 roku liczyła 300 mieszkańców.

## Pałac w Knossos
Fragment ruin pałacu (tzw. wschodnie wejście) został odkryty w 1878 roku przez Kreteńczyka z Heraklionu, archeologa i antykwariusza Minosa Kalokairinosa. Kreta znajdowała się wówczas pod panowaniem osmańskim (tureckim), toteż prace przerwano, by znalezisk nie spotkał los ateńskiego Akropolu. Po zmianie prawa archeologicznego wykopaliska na wielką skalę rozpoczął w 1899 r. sir Arthur Evans – od 1884 roku dyrektor Ashmolean Museum w Oksfordzie, który odkupił teren całego wzgórza. Odsłonięto wtedy rozległe ruiny pałacu pochodzącego z okresu 2000–1400 p.n.e. (kultury minojskiej), zwanego pałacem Minosa lub labiryntem kreteńskim.
W wyniku prac wykopaliskowych prowadzonych przez Arthura Evansa w latach 1899–1905, zostały odsłonięte ruiny pałacu o powierzchni około 17400 m². Ustalono, że sam pałac był wielokrotnie przebudowywany i rozbudowywany. Przypuszcza się też, że uległ częściowym zniszczeniom podczas trzęsień ziemi. Mimo około 600 lat historii budowla zachowała jedność funkcjonalną. Obszar zajmowany przez zwarte zabudowania tworzył nieregularny obrys, dostosowany do warunków terenowych. Nie odnaleziono śladów fortyfikacji, zatem przyjęto, że pałac ich nie posiadał. Do wnętrza prowadziły dwa wejścia: od strony południowej – przez monumentalne schody, portyk i salę kolumnową, oraz od strony północnej (starsze wejście) – przez labirynt korytarzy. Piętrowe zabudowania zostały dostosowane do ukształtowania terenu. Dolny poziom składał się z licznych małych pomieszczeń oddzielonych wąskimi korytarzami. Odkrywcom mocno zagęszczony układ ścian nasunął skojarzenia z labiryntem. Te liczne pomieszczenia pełniły funkcje magazynowe, gospodarcze i produkcyjne. Odnaleziono w nich pozostałości warsztatów kamieniarskich i garncarskich z zapasami materiałów. W magazynach, umieszczonych w najniższej części, odkryto zapasy zboża, oliwy, wina, umieszczone w dużych glinianych naczyniach (zwanych pitos). Kondygnacje rozdzielały płaskie stropy oparte na ścianach i kolumnach. Przypuszcza się, że niezachowane pomieszczenia umieszczone na wyższych poziomach były bardziej przestronne. O wielopiętrowej zabudowie świadczą częściowo zachowane klatki schodowe.
W centrum tej budowli umieszczono dziedziniec o wymiarach 29×60 m. Przy nim zgrupowano pomieszczenia reprezentacyjne i kultowe, z salą tronową i sanktuarium po stronie zachodniej. Po jego wschodniej stronie umieszczono megaron królowej i tzw. Salę Podwójnych Toporów.

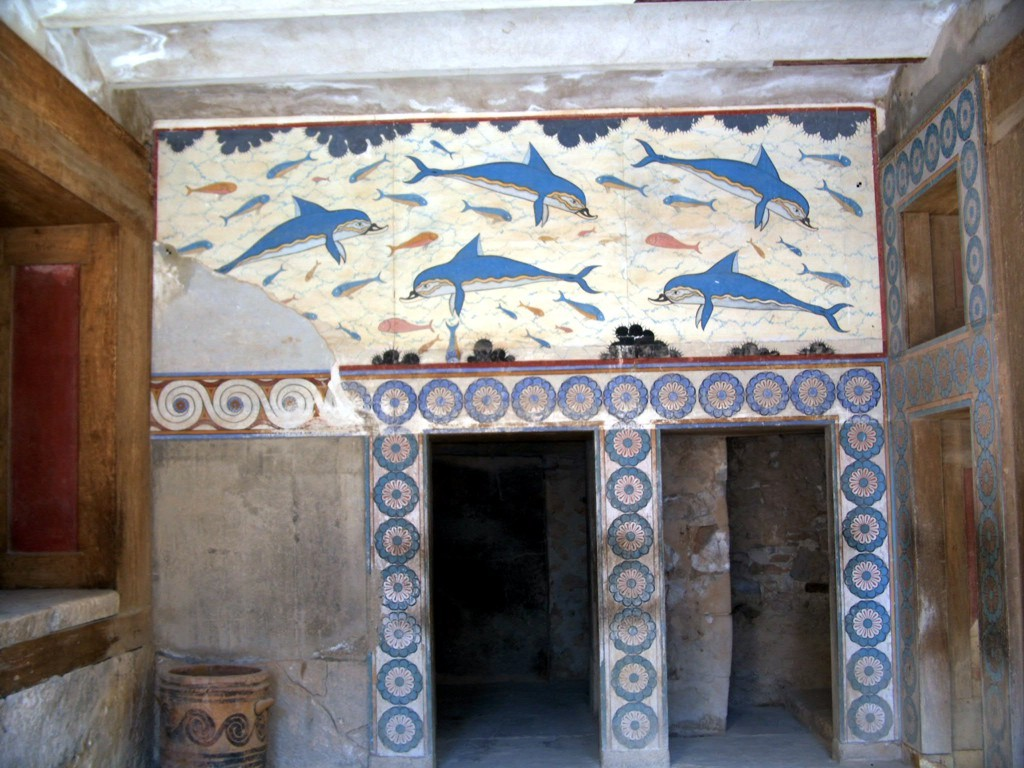
Malowidła ścienne z ruin pałacu w Knossos
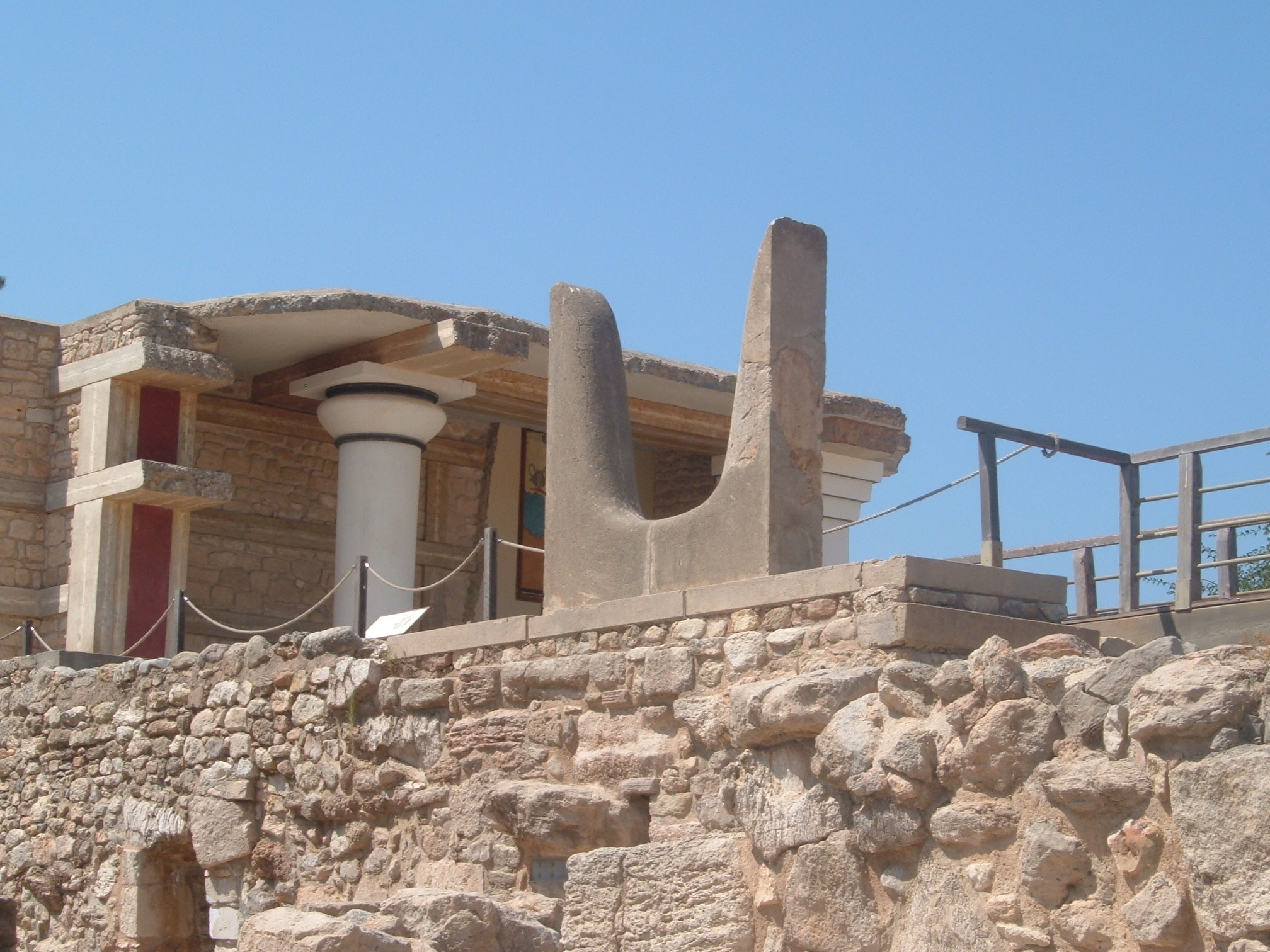
„Rogi minotaura”
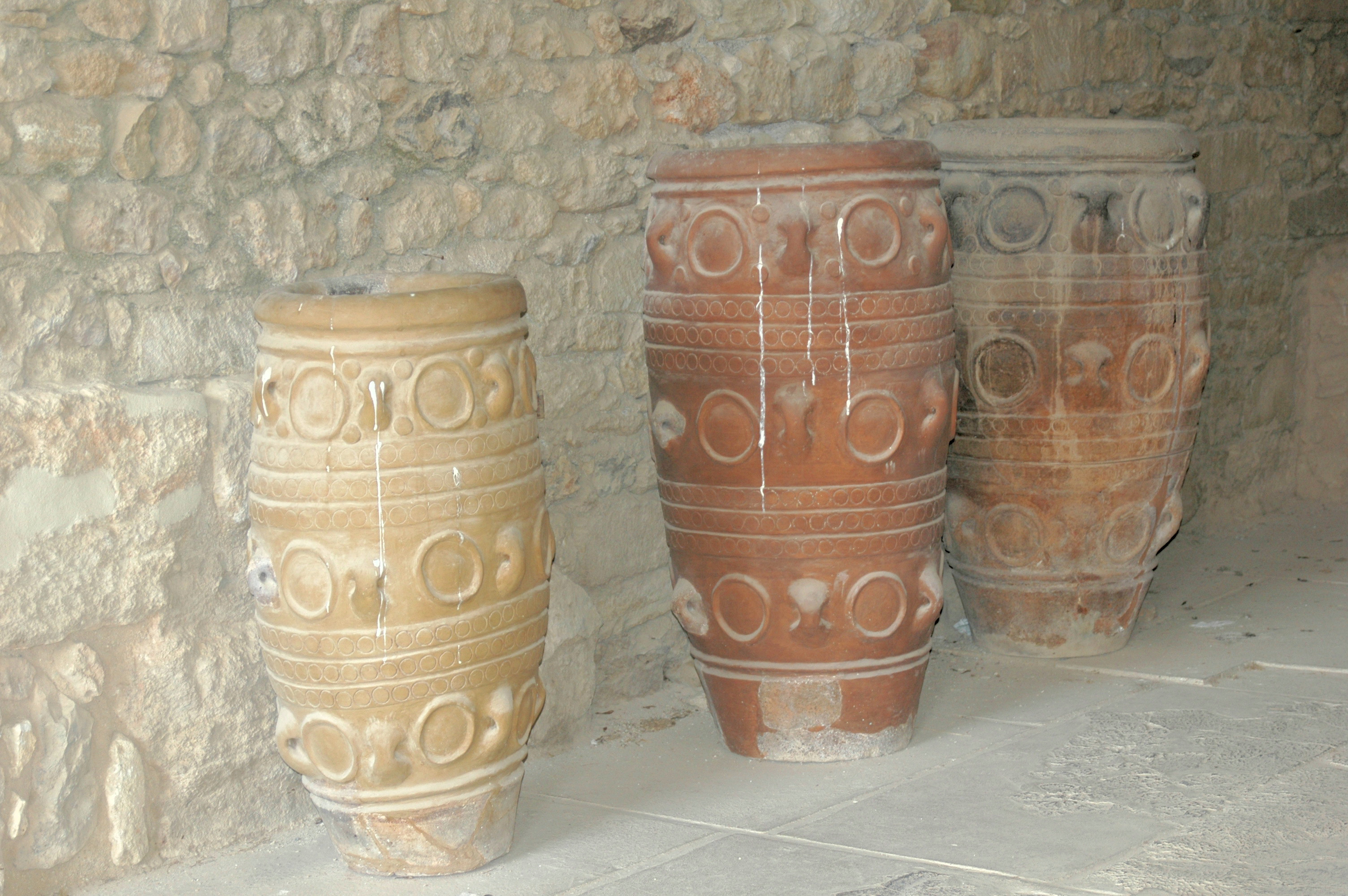
Zasobnice (pitosy) w Knossos
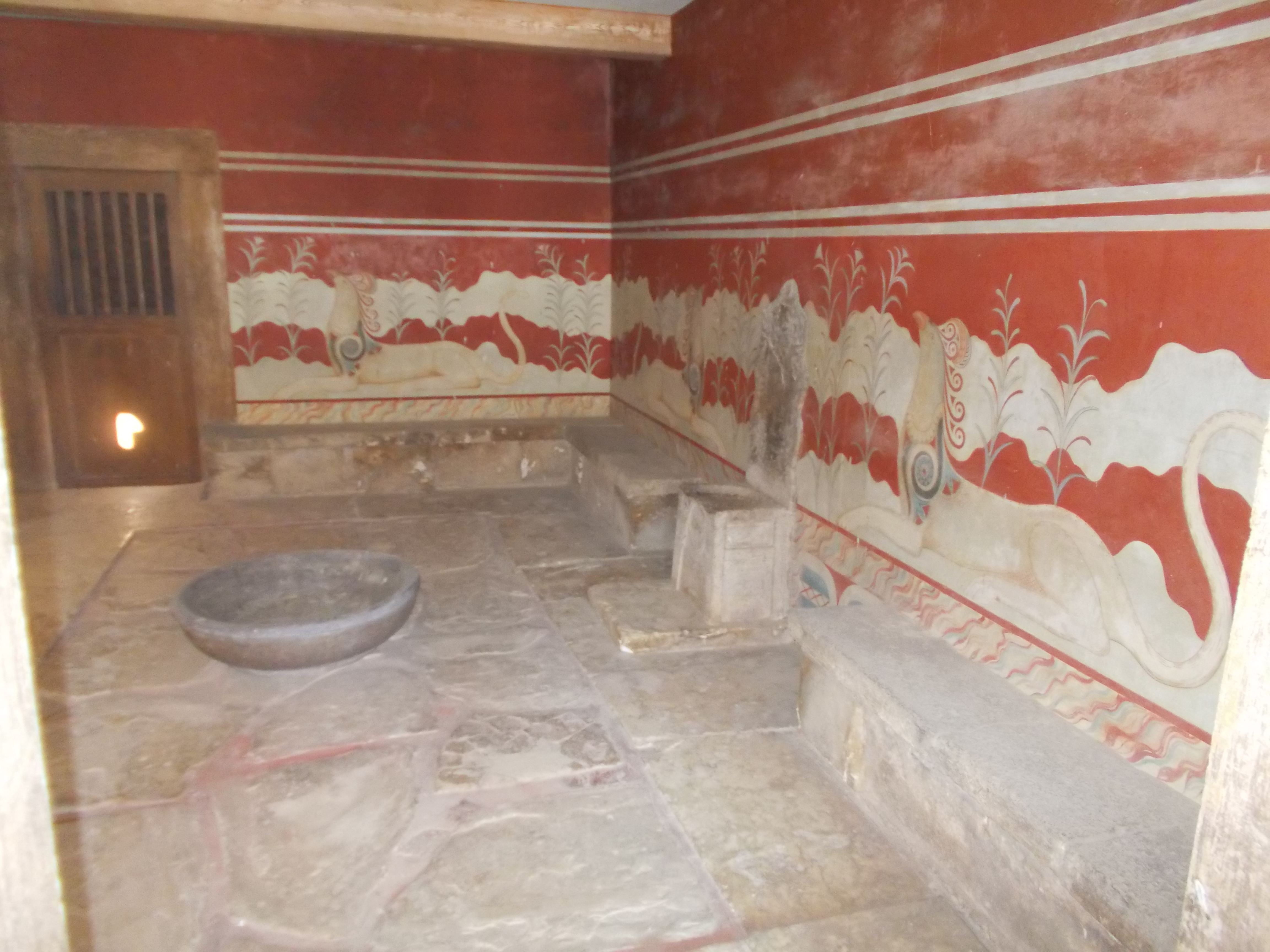
Sala tronowa

Posadzki w pomieszczeniach reprezentacyjnych wyłożone były płytami z kamienia. Ściany pokryto freskami, a kolumny pomalowano na kolor czerwony. W pałacu umieszczono też łazienki, wodociągi i kanalizację. Wnętrza oświetlały studnie świetlne.
W ruinach pałacu odkryto również liczne zabytki, m.in. ceramiczne figurki, naczynia, gliptykę oraz tabliczki pokryte pismem linearnym A i B.
Evans częściowo odtworzył pałac, ale rekonstrukcja ta spotkała się z krytyką, jako zbyt dowolna. Ponadto została przeprowadzona jeszcze przed I wojną światową, a w tym czasie obowiązywała zasada wiedeńskiej szkoły historyków sztuki i konserwatorów, która zezwalała jedynie na konserwację, bez jakichkolwiek działań rekonstrukcyjnych. Zdania współczesnych naukowców są nadal podzielone. Obecnie pałac jest udostępniony zwiedzającym, a pochodzące z niego freski znajdują się w Muzeum Archeologicznym w Heraklionie.
Około 1450 p.n.e. Achajowie zajęli Kretę, pałac został ostatecznie zniszczony pod koniec XIV w. p.n.e.
Wokół pałacu rozmieszczone były liczne wille w ogrodach oraz domy w zabudowie zwartej. Na obrzeżach miasta odkryto monumentalne grobowce datowane na lata 1750–1450 p.n.e.
Budowla w Knossos związana jest z greckimi mitami o Minotaurze (labirynt), Ariadnie, Dedalu i legendarnym królu Minosie, który panował w potężnej starożytnej Krecie.
Warto dodać, że zupełnie inaczej przedstawia rolę pałacu niemiecki naukowiec Hans Georg Wunderlich w swojej książce Tajemnica Krety. Wywodzi on tam na podstawie badań geologicznych, archeologii porównawczej oraz logiki, że kreteńskie pałace, a więc między innymi ten w Knossos, to w rzeczywistości wielkie kompleksy zorganizowanego kultu zmarłych. Jego koncepcja nie jest jednak zbyt popularna. Spotkała się z szerokim sprzeciwem w środowisku naukowym, jako dość wydumana, niemniej bardziej racjonalna część założeń teorii Wunderlicha nie pozostaje odrzucana przez niektórych badaczy.